# حليمة ناكايي
حليمة ناكايي (من مواليد 16 أكتوبر 1994) هي عداءة مسافات متوسطة أوغندية متخصصة في سباق 800 متر. حصلت على الميدالية الذهبية في بطولة العالم لألعاب القوى 2019 في هذا الحدث وفازت بالميدالية البرونزية في بطولة العالم لألعاب القوى داخل الصالات 2022. حملت ناكايي الرقم القياسي الأوغندي الحالي في سباق 800 متر في الصالات المفتوحة والصالات المغلقة، وكذلك في سباق 1000 متر، على الصعيد الأولمبي تنافست في سباق 800 متر في كل من في دورة ريو دي جانيرو 2016 وفي دورة طوكيو 2020، ووصلت إلى الدور نصف النهائي في كل منها من الوصول للجولة النهائية.

## مسيرتها الرياضية

### 2011–2017
في السادسة عشرة من عمرها، فازت حليمة ناكايي بسباق 400 متر في دورة ألعاب الكومنولث للشباب 2011 التي أقيمت في دوغلاس، جزيرة مان. في عام 2012، تنافيت في الجولة الثانية من سباق التتابع الماراثوني لمسافة 10 كيلومترات في مهرجان احتفالي بالذكرى الخمسين لاستقلال أوغندا. بعد تقدمها من المركز الخامس إلى الثاني، دخلت في غيبوبة لمدة أربع ساعات. حملت ناكايي علم أوغندا في حفل ختام دورة الألعاب الأولمبية الصيفية 20216 في ريو دي جانيرو، البزاريل. في العام التالي حققت حليمة المركز الثاني في سباق 800 متر في دورة ألعاب التضامن الإسلامي 2017 بزمن قدره 2:01.60. وفي بطولة العالم لألعاب القوى 2017، خرجت ناكايي من سباق 800 متر سيدات في الدور نصف النهائي مسجلةً 2:01.74.

### 2018–2021
في عام 2018، حققت المركز الرابع في سباق 800 متر في بطولة أفريقيا لألعاب القوى 2018 بزمن قدره 1:58.90 دقيقة. خسرت أمام كاستر سيمينيا، فرانسين نيونسابا، وهابيتام أليمو بنتيجة 1–3 بفارق 0.04 ثانية فقط. في أغسطس 2019، فازت ناكايي بالميدالية البرونزية في ألعاب القوى في دورة الألعاب الأفريقية 2019 - سباق 800 متر سيدات في ألعاب القوى في دورة الألعاب الأفريقية 2019 خلف هيروت ميشيشا وربابة عرفي. في الشهر التالي أصبحت بطلة العالم في سباق 800 متر في بطولة العالم لألعاب القوى 2019 في الدوحة، قطر، محسّنةً رقمها القياسي الأوغندي إلى 1 دقيقة و58.04 ثانية في بطولة العالم لألعاب القوى 2019 - 800 متر سيدات. تفوقت على رايفين روجرز، التي انطلقت في اللحظات الأخيرة لتحصد الميدالية الفضية بزمن 1:58.18، بينما احتلت أجي ويلسون المركز الثالث بزمن 1:58.84. انضمت إلى ناكايي في النهائي مواطنتها ويني نانيوندو التي احتلت المركز الرابع. بعد معاناتها من مشكلة في الركبة، وصلت فقط إلى نصف النهائي في ألعاب القوى في الألعاب الأولمبية الصيفية 2020، محققةً زمنها في 2:04.44 (2:00.92 في التصفيات).

### من عام 2022
تنافست ناكايي في أربعة أحداث 800 متر في جولة العالم داخل الصالات، تمكنت من تحسين رقمها القياسي داخل الصالات في أوغندا ثلاث مرات، فازت ناكايي بالميدالية البرونزية في بطولة العالم لألعاب القوى داخل الصالات التي أقيمت في بلغراد بزمن قدره ساعتان و00.66 ثانية، خلف ويلسون (ساعة و59.09 ثانية) والإثيوبية فريويني هايلو (ساعتان و00.54 ثانية)، التي تفوقت على ناكايي قبل خط النهاية مباشرة. ومع ذلك فقد فازت بسهولة، مع كل من غولي (الرابع) وبيسيه (الخامس).
في بطولة العالم في يوجين، أوريغون في يوليو، لم تصل إلى النهائي بعد أن احتلت المركز الثامن في نصف النهائي بزمن قدره ساعتان و01.05 ثانية. في الشهر التالي احتلت ناكايي المركز الثامن في سباقها المتخصص في دورة ألعاب الكومنولث في برمنغهام.

## روابط خارجية
- حليمة ناكايي في اللجنة الأولمبية الدولية
- حليمة ناكايي في دورة الألعاب الأولمبية الصيفية 2024